# カトリック鹿子前教会
カトリック鹿子前教会（カトリックかしまえきょうかい）は、長崎県佐世保市にある、キリスト教（カトリック）の教会。

## 解説
眼前に九十九島を控え、佐世保市のリゾート地帯（九十九島パールシーリゾート）に位置する教会である。

## 沿革[1]
当教会の管轄地はもともと船越教会の管轄だったが、鹿子前町内の信徒数増加のため、1970（昭和45）年4月26日に当教会を新設。それまでの船越小教区を鹿子前小教区とし、船越教会は当小教区の巡回教会となった。
教会敷地が狭少で、聖堂・司祭館だけで余地がなかったので、1980年（昭和55）3月、100坪を購入して駐車場とした。
1985（昭和60）年5月、境内地擁壁工事を実施して約60坪を造成し、冠婚葬祭の車両の出入を容易にした。
2011（平成23）年秋に現聖堂に建て替わった。

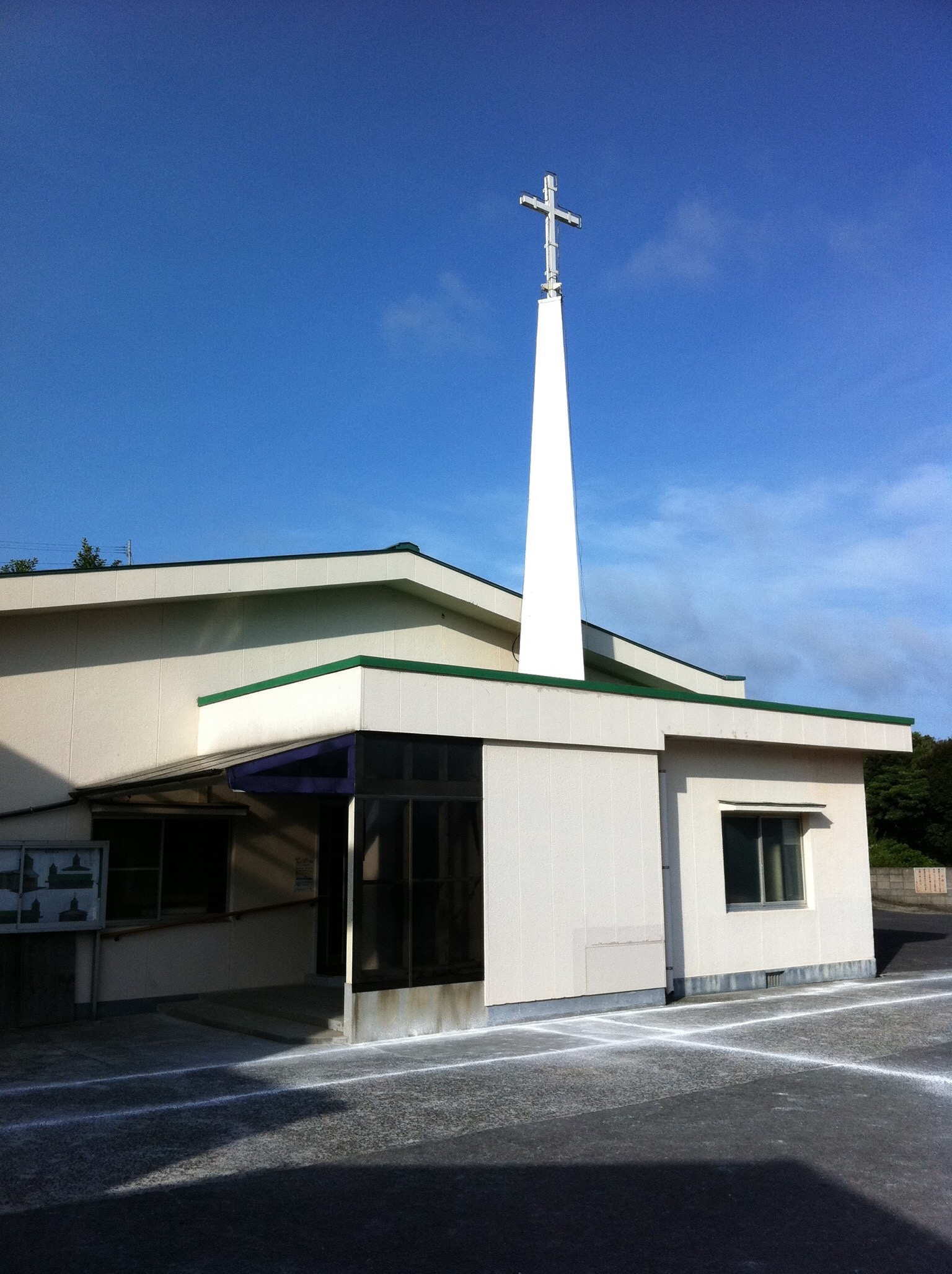
2011年夏まで使用された旧聖堂